# Kinh tế học sinh thái
Kinh tế học sinh thái, hoặc sinh thái kinh tế, vừa là lĩnh vực nghiên cứu khoa học xuyên ngành vừa là khoa học liên ngành giải quyết các sự phụ thuộc lẫn nhau và đồng tiến hóa của nền kinh tế con người và các hệ sinh thái tự nhiên, cả trên mặt đất và ngoài không gian. Bằng cách coi nền kinh tế là một hệ thống con của hệ sinh thái lớn hơn của Trái đất và bằng cách nhấn mạnh việc bảo tồn vốn tự nhiên, lĩnh vực kinh tế sinh thái được phân biệt với kinh tế môi trường, đó là phân tích kinh tế chính của môi trường. Một khảo sát của các nhà kinh tế Đức cho thấy kinh tế sinh thái và môi trường là những trường phái tư tưởng kinh tế khác nhau, với các nhà kinh tế sinh thái nhấn mạnh tính bền vững mạnh mẽ và bác bỏ đề xuất rằng vốn tự nhiên có thể được thay thế bằng vốn nhân tạo (xem phần Yếu kém so với bền vững mạnh dưới đây).
Kinh tế sinh thái được thành lập vào những năm 1980 như là một môn học hiện đại về các công trình và sự tương tác giữa các học giả châu Âu và Mỹ khác nhau (xem phần Lịch sử và phát triển dưới đây). Các lĩnh vực liên quan của kinh tế xanh nói chung là một hình thức được áp dụng chính trị hơn của chủ đề.
Theo nhà kinh tế sinh thái Malte Faber, kinh tế sinh thái được xác định bởi sự tập trung vào tự nhiên, công lý và thời gian. Các vấn đề về công bằng giữa các thế hệ, không thể đảo ngược của sự thay đổi môi trường, sự không chắc chắn của kết quả dài hạn và hướng dẫn phát triển bền vững phân tích và định giá kinh tế sinh thái. Các nhà kinh tế sinh thái đã đặt câu hỏi về các phương pháp kinh tế chính thống cơ bản như phân tích lợi ích chi phí và phân tách các giá trị kinh tế khỏi nghiên cứu khoa học, cho rằng kinh tế học là không thể tránh khỏi tính quy định, thay vì tính thực chứng hoặc mô tả. Phân tích vị trí, trong đó cố gắng kết hợp các vấn đề thời gian và công lý, được đề xuất như là một thay thế. Kinh tế sinh thái chia sẻ một số quan điểm của nó với kinh tế nữ quyền, bao gồm tập trung vào các giá trị bền vững, tự nhiên, công bằng và chăm sóc.